# Pandu
Pandu (sanskrit IAST : pāṇḍu ; devanagari : पाण्‍डु) roi de Hastinapura, le pâle dans le Mahābhārata, fils de Vichitravirya (en), marié à Kunti et à Madri. Il est connu pour être le père (non géniteur) des cinq Pandava : Yudhisthira, Bhima, Arjuna et les jumeaux Nakula et Sahadeva. Ils s'opposèrent à leurs cousins les Kaurava.
Les Pandava sont considérés comme les fils de Pandu parce qu'ils sont les enfants de ses deux épouses. Le Mahābhārata montre que ces héros sont des demi-dieux, fils d'une mortelle et d'un dieu : Pandu n'a en fait engendré aucun d'eux. En effet, Pandu, jeune marié qui n'avait pas encore d'héritier, part à la chasse et blesse un ascète, qui avait pris la forme d'une gazelle en accouplement avec une femelle. Celui-ci lui prescrit une malédiction : "s'il couche avec ses épouses, il mourra au moment du plaisir", . Kunti, sa première épouse, va utiliser le don qu'encore fillette elle a reçu d'un brahmane : elle peut convoquer n'importe quel deva et lui demander de lui donner un fils, qui naîtra immédiatement. Kunti a déjà utilisé ce don avant son mariage avec Pandu, et a ainsi conçu Karna. Elle propose donc à Pandu de choisir ensemble qui seront ses pères divins : 
- elle convoque Dharma, le Devoir, et en conçoit l'aîné, Yudhishthira le vertueux ;
- avec Vayu, le Vent brutal et fort, elle conçoit Bhima, parfois appelé Bhîmasena ;
- enfin Indra, le roi des dieux, sera le géniteur d'Arjuna, la perfection.

Madri, la deuxième épouse de Pandu, réclame le même traitement. Avec l'aide de Kunti, elle convoque les dieux jumeaux Ashvins qui conçoivent ses jumeaux Nakula et Sahadeva.